# Villalvernia
Villalvernia (piemontiul: Vila Vèrnia) település Olaszországban, Piemont régióban, Alessandria megyében. Lakosainak száma 870 fő (2023. január 1.). Villalvernia Carezzano, Cassano Spinola, Pozzolo Formigaro és Tortona községekkel határos.

## Népesség
A település lakossága az elmúlt években az alábbi módon változott:
| Lakosok száma | 940  | 899  | 870  |
|               | 2017 | 2018 | 2023 |